# مانتنا (میناس گرایس)
مانتنا (به پرتغالی: Mantena) یک منطقهٔ مسکونی در برزیل است که در میناز ژرایس واقع شده‌است. مانتنا ۶۸۵٬۲ کیلومتر مربع مساحت و ۲۷٬۶۴۷ نفر جمعیت دارد و ۲۰۶ متر بالاتر از سطح دریا واقع شده‌است.